# Cratere Boris
Boris è un cratere lunare di 1,73 km situato nella parte nord-occidentale della faccia visibile della Luna.